# Kloop
Kloop ist ein kirgisisches Medienunternehmen, das die Nachrichtenseite Kloop.kg und die Kloop Media School in Bischkek betreibt. Neben tagesaktuellen Nachrichten kennzeichnen insbesondere investigative Recherchen die Arbeit der zumeist jungen Journalisten von Kloop.

## Geschichte
Kloop wurde im Jahr 2006 von Bektour Iskender und Rinat Tuhvatshin gegründet. Iskender hatte zuvor Journalismus an der American University of Central Asia in Bischkek studiert, wurde dort aber vor seinem Abschluss vom Studium ausgeschlossen. Gemeinsam mit Tuhvatshin, der zuvor als Arzt tätig war, gründete er die Kloop Media School, die eine praxisnahe journalistische Ausbildung anbietet. Anfang 2007 ging die Nachrichtenseite Kloop.kg online und dient seitdem der Publikation der Artikel und Reportagen, die von den angestellten Journalisten und den Studenten der Kloop Media School verfasst werden.
Landesweite Bekanntheit erlangte das Medienunternehmen im Jahr 2010 mit der Berichterstattung vor und während der Proteste gegen den damaligen Präsidenten Kurmanbek Bakijew. Bereits vor dem Beginn der landesweiten Proteste veröffentlichte Kloop einen Artikel, der rechtswidrige Finanzgeschäfte zwischen dem Sohn des Präsidenten und dem größten Telekommunikationsunternehmen des Landes aufdeckte und damit Korruptions- und Betrugsvorwürfe gegen die amtierende Regierung erhärtete. Kurz nach der Veröffentlichung des Artikels erhielt Kloop-Gründer Bektour Iskender Morddrohungen, die aus dem Umkreis des staatlichen Sicherheitsdienstes kamen. Auch andere Medien wurden während der Proteste unter Druck gesetzt und Nachrichtenseiten gesperrt, infolgedessen unterzogen sich zahlreiche einflussreiche Medien einer Selbstzensur. Kloop setzte unterdessen die Berichterstattung über die Proteste im Land als eines der wenigen unabhängigen kirgisischen Medien fort und gewann auf diese Weise an Reichweite und Popularität.
Nach dem Regierungswechsel in Kirgisistan 2010 und der Einführung eines parlamentarischen Regierungssystems in Kirgisistan stieg Kloop im wachsenden kirgisischen Mediensektor zu einem der wichtigsten Online-Medien auf. Insbesondere im Süden des Landes, wo infolge der Gewalt während der Auseinandersetzungen von Demonstranten mit der Regierung und der Unruhen in Südkirgisistan 2010 nur noch wenige Journalisten tätig waren, nahm Kloop im Mediensektor eine bedeutende Stellung ein.
In den folgenden Jahren recherchierten und publizierten Journalisten von Kloop mehrere Artikel, die in der kirgisischen Politik für Aufsehen sorgten. Nach der Präsidentschaftswahl in Kirgisistan 2017 wurde auf diese Weise die Verwendung persönlicher Daten von Regierungsservern zu Wahlkampfzwecken durch den Wahlsieger Sooronbai Dscheenbekow bekannt, woraufhin dieser unter politischen Druck geriet. Im Jahr 2019 publizierte Kloop in Zusammenarbeit mit Radio Free Europe und dem Organized Crime and Corruption Reporting Project eine umfangreiche Artikelserie, in der ein Netzwerk von Korruption und Geldwäsche in Kirgisistan aufgedeckt wurde.
Die Internetseite des Medienunternehmens gehörte im Jahr 2019 zu den drei meistbesuchten kirgisischen Online-Nachrichtenseiten.
2024 versuchte die kirgisische Regierung, die Kloop Media Foundation, zu der Kloop gehört, zu schließen. Als Grund wurde u. a. „scharfe Kritik an der Regierung“ angegeben. Kloop regierte mit einer Klage gegen das Kulturministerium.

## Wahrnehmung im Ausland
Die journalistische Arbeit von Kloop wird auch im Ausland durch verschiedene Institutionen gefördert und gewürdigt. Unter anderem ist Kloop Teil des internationalen journalistischen Netzwerkes des Organized Crime and Corruption Reporting Project und des Global Investigative Journalism Network. Auch finanzielle Unterstützung erhält das Medienunternehmen teilweise aus dem Ausland, zu den Geldgebern gehören unter anderem die Open Society Foundations und das Außenministerium der Vereinigten Staaten. Kloop-Gründer Iskender bekam im Jahr 2016 die Gelegenheit, bei einem TED-Talk die Arbeit von Kloop vorzustellen, und war damit der erste Sprecher aus Zentralasien in diesem Format.